# Winfried Busse
Winfried Busse (* 5. April 1942) ist ein Linguist und Professor a. D. für Sprachwissenschaften an der Freien Universität Berlin.

## Leben
Winfried Busse studierte Romanische Sprachwissenschaft an der Universität Tübingen bis zur Promotion 1972. Seit 1981 ist er Hochschullehrer an der Freien Universität Berlin.
Seine Forschungsschwerpunkte sind Linguistische Poetik, Dependenzgrammatik, Verbsyntax (französisch), Sprachtheorie, Valenzlexikographie (französisch), Grammatik und Sprachpolitik in der zweiten Hälfte des 18. Jahrhunderts, Verbgrammatik und -lexikographie (portugiesisch), Wissenschaftsgeschichte, Judenspanisch und Galicisch.
- 1972 Promotion bei Eugenio Coseriu an der Universität Tübingen mit der Dissertation Klasse – Transitivität – Valenz (München 1974)
- 1981 Habilitation an der Universität Stuttgart mit dem Thema François-Urbain Domergue (1745–1810)
- 1981 Professor für romanische Sprachwissenschaft an der Freien Universität Berlin

Winfried Busse wurde im Mai 2000 für drei Jahre zum Präsidenten der Deutsch-Galicischen Gesellschaft gewählt.

## Projekte
- 1983–1984 DFG-Projekt Portugiesische Verbsyntax
- 1996 Herausgeber, zusammen mit Heinrich Kohring (Tübingen) und Moshe Shaul (Jerusalem), der Reihe SEPHARDICA im Peter Lang Verlag, Bern etc.
- 1997 Herausgeber, zusammen mit Ronald Daus (FU Berlin) der Reihe NEUE ROMANIA (Institut für Romanische Philologie, FU Berlin)
- 1998 Wissenschaftlicher Beirat der InternetZeitschrift Phin – Philologie im Netz